# Germanita
Germanita (em inglês: Germanite) é um mineral de germânio, de fórmula química Cu13Fe2Ge2S16. Ele contém Ga, Zn, Mo, As e V como impurezas.